# Església Catòlica Caldea
L'Església Catòlica Caldea, també Església Caldea Catòlica o Església Caldea de l'Orient és una de les Esglésies Catòliques Orientals. El cap de l'Església porta el títol de catolicós-patriarca de Babilònia dels Caldeus, amb residència a Bagdad a l'Iraq; Louis Raphaël I Sako n'és l'actual titular.

## Història
L'Església Catòlica Caldea va néixer de la unió amb Roma en el moment de la tornada d'alguns antics dirigents de l'Església Apostòlica de l'Orient, ella mateixa hereva de l'antiga Església de Pèrsia. Utilitza com a llengua litúrgica el siríac, derivat de l'arameu.
Actualment, l'Església sencera, com el conjunt dels cristians iraquians, viu persecucions i violències de les milícies islamistes que han emergit després de la invasió americana de l'Iraq.

## Organització

### Organització territorial

#### Iraq
- Metròpoli de Bagdad
- Metròpoli de Kirkouk
- Arxieparquia d'Erbil
- Arxieparquia de Bàssora
- Arxieparquia de Mossul
- Eparquia d'Alqosh
- Eparquia d'Amadiyah
- Eparquia d'Aqra
- Eparquia de Sulaymaniyya
- Eparquia de Zakho

#### Iran
- Metròpoli de Teheran
- Metròpoli d'Urmia
- Arxieparquia d'Ahwaz
- Eparquia de Salmas

#### Resta de l'Orient mitjà
- Arxieparquia de Diyarbekir
- Eparquia d'Alep
- Eparquia de Beirut
- Eparquia del Caire
- Vicaria patriarcal de Jordània
- Territori patriarcal de Jerusalem

#### Resta del món
- Eparquia de San Diego (EUA)
- Eparquia de Detroit (EUA)
- Eparquia d'Oceania (Austràlia i Nova Zelanda)
- Vicaria patriarcal de França
- Vicaria patriarcal de Rússia i de la Comunitat d'Estats Independents

## Relacions amb les altres Esglésies
Des de 1994, l'Església Catòlica Caldea participa en una sèrie de discussions ecumèniques amb les altres Esglésies de tradició siríaca, a iniciativa de la Fundació Pro Orient, organisme dependent de la diòcesi catòlica de Viena, a Àustria. Aquestes discussions reuneixen representants d'Esglésies catòliques i separades, de tradició siríac occidental (Església Ortodoxa Siríaca, Església Catòlica Siríaca, Església Ortodoxa Malankare, Església Catòlica Siro-malankare, Església Maronita), i de tradició siríaca oriental (Església Assíria de l'Est, Antiga Església de l'Est, Església Catòlica Caldea i Església Catòlica Siro-malabar).
L'Església és membre del Consell de les Esglésies de l'Orient Mitjà.

## Llista dels primats de l'Església Catòlica Caldea
Abans del 1552 els seus caps foren els mateixos que l'Església Assíria de l'Est.
- 91 Mar Yohanan Soulaqa (Mar Shimun VIII Sulaqa) (1552-1555)
- 92 Mar Abdisho IV Maroun (1555-1567)
- 93 Mar Yab-Alaha V (1578-1580)
- 94 Mar Shimun IX Dinkha (1580-1600)
- 95 Mar Shimun X Eliyah (1600-1638)
- 96 Mar Shimun XI Eshuyow (1638-1656)
- 97 Mar Shimun XII Yoalaha (1656-1662)
- 98 Mar Shimun XIII Dinkha (1662-1681)
- 99 Mar Joseph I (1681-1695)
- 100 Mar Joseph II Sliba Bet Ma'aruf (1696-1713)
- 101 Mar Joseph III Maraugin (1713-1757)
- 102 Mar Joseph IV Hindi (1757-1781)
- 103 Mar Joseph V Hindi (1781-1828);
- 104 Youhanan VIII Hormez (1830-1838)
- 105 Mar Nicolawos Zaya' (1840-1848)
- 106 Mar Joseph VI Audo (1848-1878)
- 107 Mar Eliyya XIV Abo-Alyonan (1878-1894)
- 108 Mar Abdisho V Khayat (1894-1899)
- 109 Mar Joseph Emmanuel II Thoma (1900-1946)
- 110 Mar Joseph VII Ghanima (1946-1958)
- 111 Paulus II Cheikho (1958 - abril de 1989)
- 112 Raphaël I Bidawid (21 de maig de 1989-7 de juliol de 2003)
- 113 Emmanuel III Karim Delly (3 de desembre de 2003-19 de desembre de 2012)
  - Arxieparca Jacques Ishaq, administrador ad interim (19 de desembre de 2012-31 de gener de 2013).
- 114 Louis Raphaël I Sako (31 de gener de 2013-actualitat)

## Filmografia
- Robert Alaux,The Last Assyrians Arxivat 2010-09-25 a Wayback Machine.,Els darrers assiris, Paris, 2003 (film documental de 53 minutes)